# البرت ویوانکوس
البرت ویوانکوس (انگلیسی: Albert Vivancos؛ زادهٔ ۲ فوریهٔ ۱۹۹۴) بازیکن فوتبال اهل اسپانیا است.
از باشگاه‌هایی که در آن بازی کرده‌است می‌توان به باشگاه فوتبال هرکولس و باشگاه فوتبال ژیرونا اشاره کرد.